# Santa Severa (stacja kolejowa)
Santa Severa (wł. Stazione di Santa Severa) – stacja kolejowa w Santa Severa (część gminy Santa Marinella), w prowincji Rzym, w regionie Lacjum, we Włoszech. Znajduje się na linii Piza – Rzym. 
Według klasyfikacji RFI ma kategorię brązową.

## Połączenia
Stacja jest obsługiwana przez pociągi regionalne linii FL5, łączącej Civitavecchię z Rzymem.

## Linie kolejowe
- Piza – Rzym